# Tarsus (Türkei)
Tarsus (griechisch Ταρσός Tarsós) ist eine Stadtgemeinde (Belediye) im gleichnamigen Ilçe (Landkreis) der Provinz Mersin in der türkischen Mittelmeerregion und gleichzeitig ein Stadtbezirk der 1993 gebildeten Büyükşehir belediyesi Mersin (Großstadtgemeinde/Metropolprovinz). Seit der Gebietsreform ab 2013 ist die Gemeinde flächen- und einwohnermäßig identisch mit dem Landkreis. Die auf einem Teil der Stadtlogos vorhandene Jahreszahl (1868) dürfte auf das Jahr der Ernennung zur Stadtgemeinde (Belediye) hinweisen.

## Geografie
Tarsus liegt etwa 30 km nordöstlich des Zentrums der Provinzhauptstadt Mersin, am Treffpunkt der Autobahn Mersin-Adana mit der aus Norden durch die Kilikische Pforte kommenden Europastraße 90 (D 400), in die die von Norden kommende Nord-Süd-Achse D 750 mündet. Der Landkreis ist der östlichste der Provinz und grenzt im Westen an Akdeniz und Toroslar, im Nordwesten an Çamlıyayla. Von Nordosten bis Südosten ist die Provinz Adana der Nachbar, im Süden bildet das Mittelmeer eine natürliche Grenze.

## Verwaltung
Als Sandschak gehörte Tarsus seit 1877 zum Vilayet Adana und wurde 1918 von den Franzosen besetzt. Nach dem Ende des Türkischen Unabhängigkeitskrieges kam Tarsus im Oktober 1921 in das Vilayet Içel. 1935 wies die Volkszählung 77.824 Einwohner für den Kreis aus, davon für die Stadt (Şehir) 24.382.
(Bis) Ende 2012 bestand der Landkreis neben der Kreisstadt aus fünf Stadtgemeinden (Atalar, Bahşiş, Gülek, Yenice und Yeşiltepe) sowie 129 Dörfern (Köy) in drei Bucaks, die während der Verwaltungsreform 2013/2014 in Mahalle (Stadtviertel/Ortsteile) überführt wurden. Die 45 bestehenden Mahalle der Kreisstadt blieben erhalten, während die 14 Mahalle der o. g. anderen Belediye vereint und zu je einem Mahalle reduziert wurden. Durch Herabstufung dieser Belediye und der Dörfer zu Mahalle wuchsg deren Anzahl auf 179. Ihnen steht ein Muhtar als oberster Beamter vor.
Ende 2020 lebten durchschnittlich 1.937 Menschen in jedem Mahalle. Die bevölkerungsreichsten Mahalle sind (Stand 31. Dezember 2020):
- Kırklarsırtı Mah. (17.240)
- Altaylılar Mah. (15.386)
- Ergenekon Mah. (15.145)
- Gazipaşa Mah. (12.429)
- Anıt Mah. (12.064)
- Akşemsettin Mah. (11.923),
- Yeni Mah. (11.881)
- Şehitler Tepesi Mah. (11.598)
- Barbaros Mah. (11.066)
- Bağlar Mah. (10.689)
- Şehitishak Mah. (10.607)
- Öğretmenler Mah. (10.366)

## Geschichte
Die Hafenstadt Tarsus am Golf von İskenderun, die Handelsbeziehungen nach Phönizien und Ägypten unterhielt, lag ca. zwei bis drei Kilometer vom Mittelmeer entfernt und war über den schiffbaren Fluss Kydnos (heutiger Name Berdan Çayı) erreichbar. Der Hafen ist heute verlandet, und die Stadt liegt etwa 16 km vom Meer entfernt.
Die älteste Siedlungsschicht stammt aus dem 4. Jahrtausend v. Chr. Wenn die Gleichsetzung Tarša/Tarsus (Šuppiluliuma-Sunaššuraš-Vertrag) korrekt ist, gehörte die Stadt zeitweise zum Fürstentum Kizzuwatna. Unter den Hethitern entwickelte sie sich zu einem wichtigen Zentrum Kilikiens. Um 1200 v. Chr. wurde Tarsus von den Seevölkern zerstört, anschließend zumindest teilweise griechisch besiedelt, wie zahlreiche mykenische Funde zeigen. Erstmals eindeutig schriftlich bezeugt ist Tarsus in assyrischen Texten, die die Eroberung durch Sanherib schildern. Kurz darauf wurde Tarsus assyrische Provinzhauptstadt. Nach Dion Chrysostomos (Orationes xxxiii, 40) ist Tarsus eine phönizische Gründung mit dem Namen Taraz. Flavius Josephus (Jüdische Altertümer I.6, § 1) setzte die Stadt mit dem biblischen Tarsis (Gen. 10, 4) gleich. Eine Inschrift in Anchiale behauptete dagegen zur Zeit Alexanders, dass Tarsus durch Sardanapal begründet worden sei.
Nach der Assyrerzeit geriet die Stadt unter die Herrschaft von Babylon, Persien und schließlich Alexanders des Großen. Unter den Seleukiden erhielt die Stadt 171 v. Chr. den Namen Antiochia am Kydnos, unter römischem Einfluss (ab 66 v. Chr.) wurde sie in Iuliopolis umbenannt (nach 47 v. Chr.), im Gedenken an Gaius Iulius Caesar, dem sie während des Bürgerkriegs die Treue hielt.

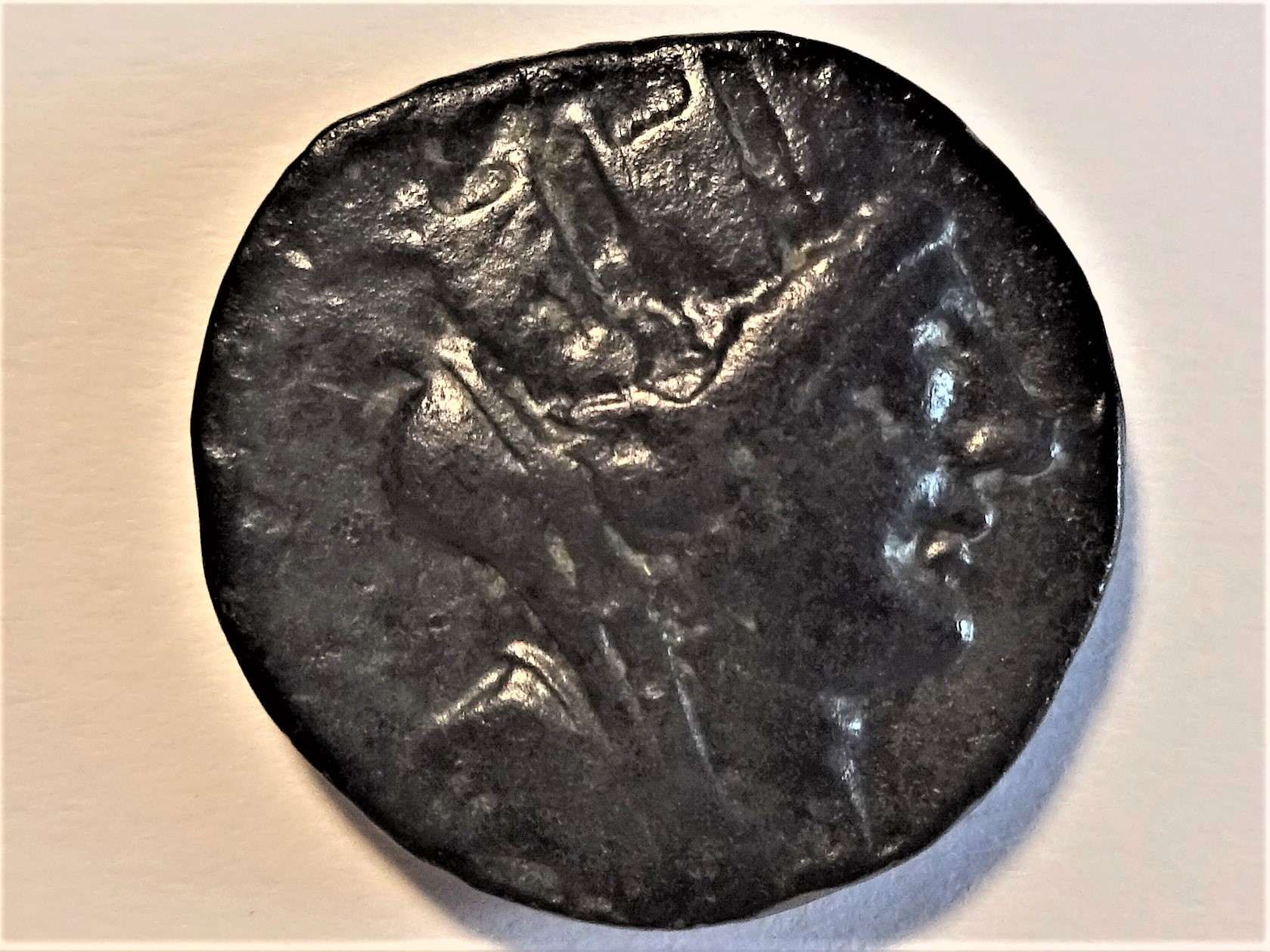
Bronzemünze aus Tarsos, 1.–2. Jahrhundert v. Chr., Tychekopf

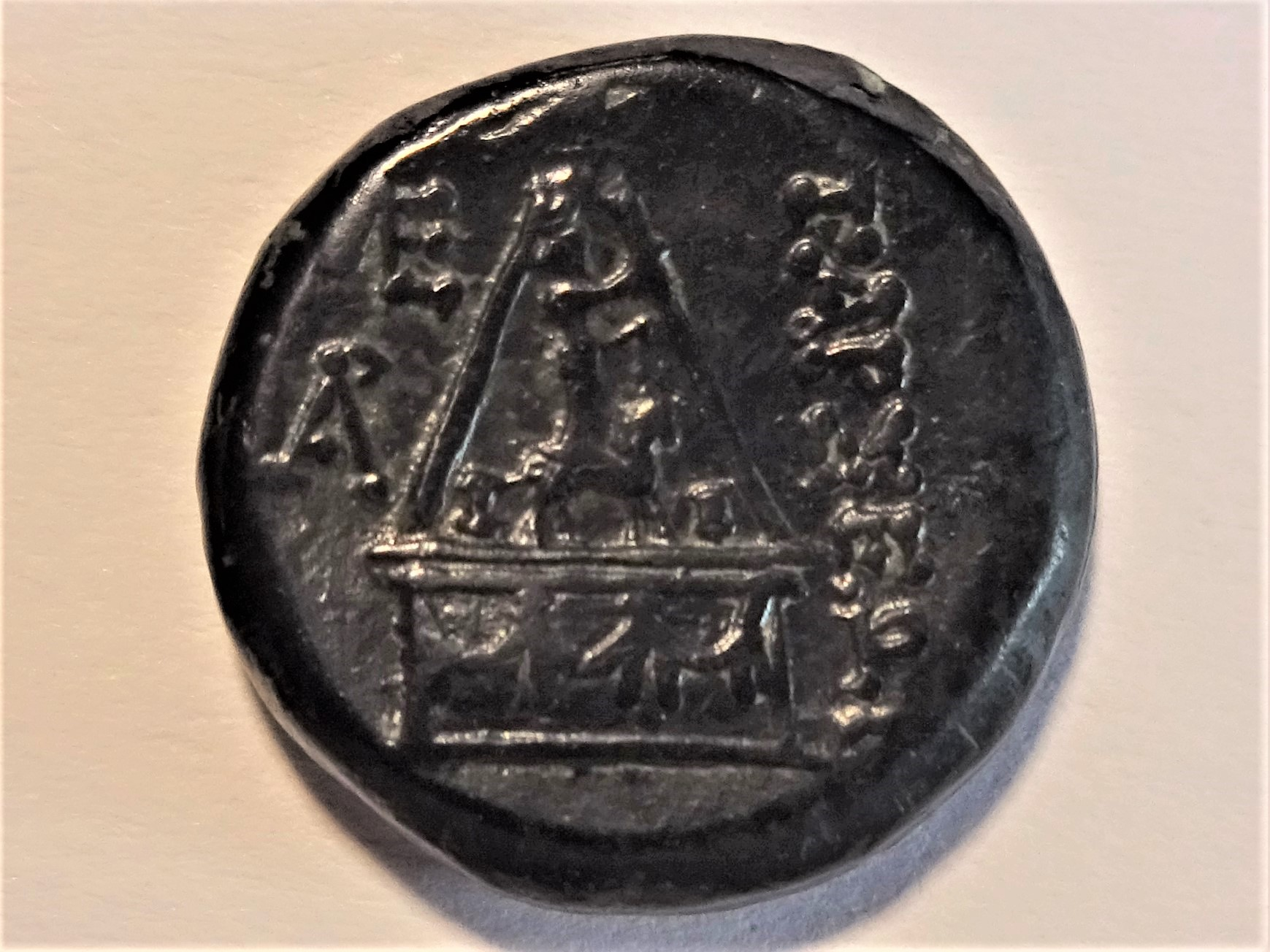
Pyr des Sandan in Pyramidenform, darinnen Sandan auf Löwen

Tarsus erhielt geschichtliche Berühmtheit durch das Treffen von Kleopatra mit Marcus Antonius 41 v. Chr. Unter den Sassaniden wurde Tarsus 259 vorübergehend erobert, gelangte daraufhin in die Einflusssphäre von Palmyra und dem römischen Vasallen Odaenathus. Von Aurelian wurde es in einem Feldzug gegen Zenobia zurückerobert und geriet durch die Reichsteilung schließlich unter byzantinische Hoheit. Kaiser Julian wurde 363 in Tarsus begraben. Die Perser eroberten 614 die Stadt. Die Araber hielten Tarsus bis 965, als Nikephoros Phokas es für Byzanz eroberte. Es war Sitz des Statthalters von Kilikien. Nach der Schlacht von Manzikert war Tarsus Teil des Gebietes, das Abul Gharib beherrschte. Die Kreuzfahrer nahmen es 1097 vorübergehend ein. Tarsus wurde danach Teil des Armenischen Königreichs von Kilikien. Schließlich fiel die Stadt 1355 an die Mamluken, dann an die Osmanen. Tarsus hatte 1813 ein Viertel seiner früheren Größe.

## Religion
In Tarsus entwickelte sich ein starker religiöser Synkretismus. Gottheiten wie Šanta, Ba’al und Zeus verschmolzen zu dem Stadtgott Sandan. Neben dem Mithraskult hatte auch das Judentum eine feste Stellung in Tarsus. William Ramsay vermutete, dass die Juden von Tarsus, seit der Neugründung der Stadt 171 v. Chr. unter Antiochos IV. Epiphanes, gezielt angesiedelt wurden und eine bevorzugte Stellung sowie das Bürgerrecht besaßen. Dies wird jedoch in der neueren Forschung bezweifelt.
Die Stadt wurde auch Sitz eines Erzbischofs. Während der Kreuzzüge bestand hier der Sitz des lateinischen Erzbistums Tarsus, das 1098 gegründet wurde. Doch ging das Bistum unter, es ist heute aber ein Titularbistum der katholischen Kirche.
Siehe auch:
- Titularerzbistum Tarsus

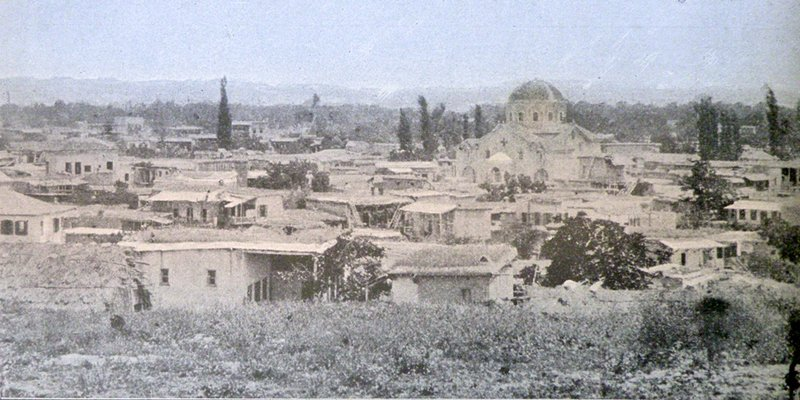
Armenische St.-Paul-Kirche von Tarsus 1900

- Titularerzbistum Tarsus per gli Armeni
- Titularerzbistum Tarsus dei Greco-Melkiti
- Titularbistum Tarsus dei Maroniti

## Sehenswürdigkeiten
Auf einer begrünten Verkehrsinsel in der Hauptstraße (Mersin Caddesi) steht das römische „Kleopatra-Tor“ (Kleopatra Kapısı). Es soll an die Begegnung von Kleopatra und Marcus Antonius erinnern, wurde aber etwa fünf Jahrhunderte später gebaut. Die Inschrift auf einem Gedenkstein gegenüber geht auf den Kaiser Severus Alexander zurück, der der Stadt, die bisher nur den Status einer „civitas libera“ hatte, das römische Stadtrecht verlieh. Im Osten des Stadtzentrums finden sich noch spärliche Überreste aus der klassischen Antike, darunter die Andeutung eines in den Gözlükule-Hügel hineingebauten Theaterrunds und der Donuk Taş genannte Unterbau eines großen römischen Tempels. In der archäologischen Abteilung des Museums werden Terrakotta-Sarkophage aus dem vierten Jahrhundert vor Christus, Münzen, Büsten und Torsi aus dem dritten bis ersten Jahrhundert vor Christus sowie osmanische Grabstelen ausgestellt.

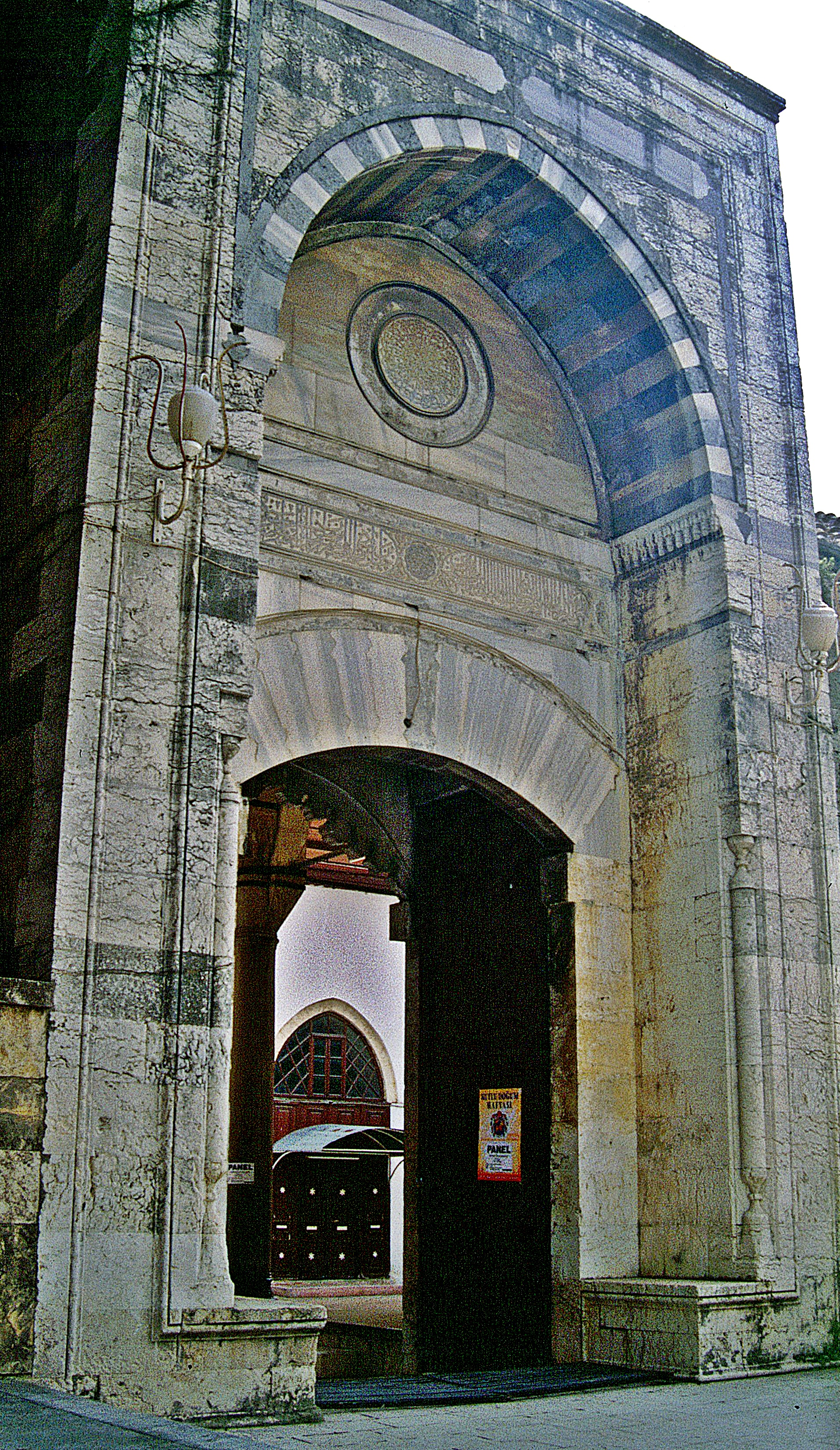
Portal der Ulu Camii

Während der christlichen, vor allem der kleinarmenischen Zeit, entstanden mehrere Kirchen in Tarsus, die nach der Eroberung durch die Mamelucken in Moscheen umgewandelt wurden. Zu ihnen gehören die Alte Moschee (Eski Camii), eine ehemals gotische Kathedrale aus dem 12. Jahrhundert, und die dreischiffige Große Moschee (Ulu Camii), über deren Bauzeit widersprüchliche Angaben vorliegen. Sie weist vor allem am Portal mit seinen weißen und schwarzen Marmorbändern syrischen Einfluss auf. Im 19. Jahrhundert wurde sie mit einem untypischen Uhrturm versehen. Zur Moschee gehören auch eine Medrese und eine Türbe. Die ehemalige Pauluskirche ist für Christen von großer Bedeutung, jedoch untersagt die türkische Regierung die Wiedereröffnung für Gottesdienste. Am Sankt-Pauls-Brunnen (Sempol kuyusu), einem antiken Ziehbrunnen, soll das Geburtshaus des Apostels gestanden haben, was jedoch nicht belegt ist. Am nordöstlichen Ortsausgang sind noch Reste der Justinianischen Brücke (Justinianus Köprüsü) aus der Mitte des sechsten Jahrhunderts erhalten. Über sie rollte einst der Handelsverkehr zur Kilikischen Pforte.
Etwa 40 Kilometer nördlich der Stadt liegt die kleinarmenische Burg Gülek Kalesi, die im Mittelalter die Kilikische Pforte überwachte. Etwa 12 Kilometer nördlich, beim Dorf Sağlıklı ist ein längerer Abschnitt der Römerstraße Via Tauri erhalten, der von einem Tor überspannt wird.

## Persönlichkeiten
- Antipatros von Tarsos  (vor 200 v. Chr. – 129 v. Chr.), Schulhaupt der Stoiker
- Athenodoros Kordylion, Leiter der Bibliothek von Pergamon
- Athenodoros Kananites, Lehrer des Tiberius
- Paulus von Tarsus, Apostel
- Bonifatius von Tarsus († um 306), Eisheiliger am 14. Mai, erlitt in Tarsus den Märtyrertod
- Julian von Tarsus, christlicher Märtyrer
- Diodorus von Tarsus († vor 394), Bischof von Tarsus
- Theodor von Tarsus (602–690), 7. Erzbischof von Canterbury
- Nerses IV. Schnorhali (1102–1173), Katholikos von Kilikien
- Selahattin İnal (1909–1996), Forstwirt, Hochschullehrer und Politiker
- Mehmet Emin Karamehmet (* 1944), Unternehmer
- Ayhan Taşkın (* 1953), Ringer
- Emine Ülker Tarhan (* 1963), Politikerin
- Turgut Altuğ (* 1965), deutscher Politiker (Bündnis 90/Die Grünen)
- Manuş Baba (* 1986), Sänger
- Turgut Şahin (* 1988), Fußballspieler

## Städtepartnerschaften
- Langen (Hessen)